# 穆宗 (阿登省)
穆宗（法語：Mouzon，法語發音：[muzɔ̃]）是法国阿登省的一个市镇，属于色当区。该市镇于2016年由原穆宗与市镇昂布利蒙合并而成。

## 地理
穆宗（49°36'22"N, 5°4'32"E）面积41.83 平方千米，位于法国大東部大區阿登省，该省份为法国北部内陆省份，西接埃纳省，南至马恩省，东临默兹省，北与比利时接壤。
与穆宗接壤的市镇（或旧市镇、城区）包括：维莱德旺穆宗、厄伊和隆比、沃莱穆宗、穆兰圣于贝尔、欧特雷维尔-圣朗贝尔、默兹河畔普伊、莱塔讷、阿戈讷地区博蒙、永克、欧特勒库尔和普龙、杜济。
穆宗的时区为UTC+01:00、UTC+02:00（夏令时）。

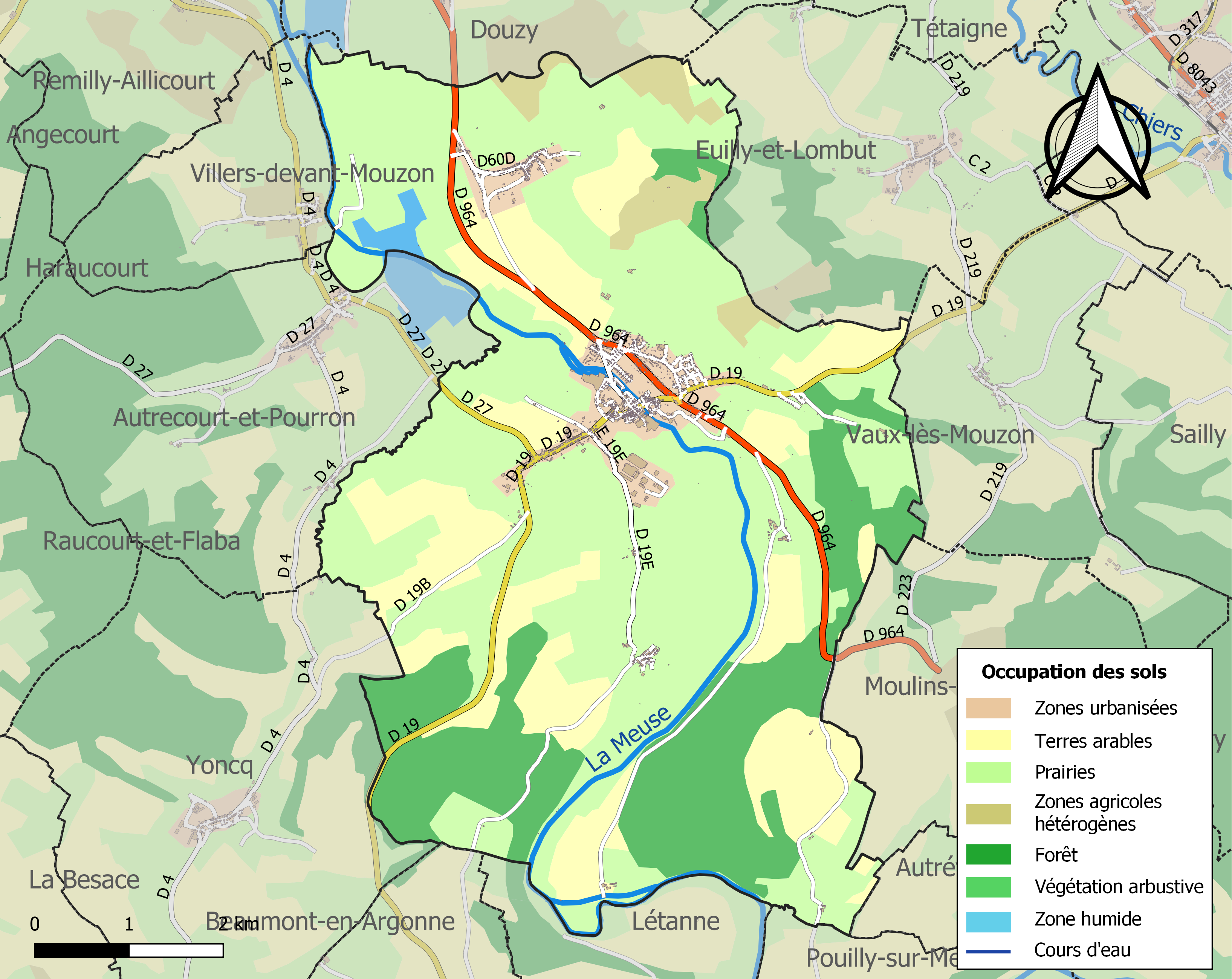
穆宗的OSM定位图

## 行政
穆宗的邮政编码为08210，INSEE市镇编码为08311。

## 政治
穆宗所属的省级选区为卡里尼昂县。

## 人口

1962-2008年间穆宗人口变化图示

穆宗于2022年1月1日时的人口数量为2236人。